# Frederik II van Vianden
Frederik II van Vianden (overleden in 1187) was van 1163 tot aan zijn dood graaf van Neder-Salm en van 1171 tot aan zijn dood graaf van Vianden. Hij behoorde tot het huis Vianden.

## Levensloop
Frederik II was de tweede zoon van graaf Frederik I van Vianden en diens onbekend gebleven echtgenote. 
Hij huwde met Elisabeth, dochter van graaf Hendrik I van Salm. Na de dood van zijn schoonvader in 1163 werd het graafschap Salm verdeeld: zijn schoonbroer Hendrik II erfde Opper-Salm, terwijl Frederik het overige deel, Neder-Salm, bemachtigde.
In 1171, nadat zijn oudere broer Siegfried I blijkbaar ongehuwd en kinderloos was overleden, werd hij eveneens graaf van Vianden en voogd van de Abdij van Prüm. Frederik II stierf vermoedelijk in het jaar 1187.

## Nakomelingen
Frederik II en zijn echtgenote Elisabeth van Salm kregen volgende kinderen:
- Frederik III (overleden in 1217), graaf van Vianden
- Herman
- Willem I, graaf van Neder-Salm
- Catharina (1155-?), huwde met Wessel van Strünkede
- Diederik (1160-1191), heer van Moers